# De overval (film)
De overval is een Nederlandse zwart-witfilm uit 1962. Het is een van meest succesvolle films in de Nederlandse cinema met circa 1.474.000 bezoekers. De internationale titel is The Silent Raid. De film wordt ingeleid door Jan Borghouts ('Peter Zuid').

## Verhaal
Het is 8 december 1944. In het huis van bewaring te Leeuwarden lijkt alles rustig, maar schijn bedriegt. Een groep Nederlandse verzetslieden gaat 51 van hun metgezellen op spectaculaire wijze bevrijden.

## Productie
Loe de Jong schreef het scenario. Hij werd geïnspireerd door een boekje van Piet Oberman over de overval op het Huis van Bewaring in Leeuwarden, die wel tot een van de grootste verzetsdaden tijdens de Tweede Wereldoorlog wordt gerekend. De film werd uitgebracht door Sapphire Filmproducties, een productiemaatschappij die voor Fanfare van Bert Haanstra was opgericht. Haanstra was ook de beoogde regisseur. Hij was al met de voorbereidingen begonnen toen hij in mei 1962 zijn taak overdroeg aan Henri Rust, om zich op Alleman te kunnen concentreren. Uiteindelijk werd de Britse documentairefilmer Paul Rotha, onder andere bekend van Das Leben von Adolf Hitler (1961), de regisseur. Kees Brusse regisseerde de dialogen. De opnamen begonnen op 12 september in de Cinetone Studio's. Op 1 oktober begonnen de buitenopnamen, die op 5 november waren voltooid. De galapremière vond op 20 december plaats in Theater Tuschinski en werd bijgewoond door minister-president De Quay en staatssecretaris Bot.

## Rolverdeling
| Acteur             | Personage               | Schuilnaam  |
| ------------------ | ----------------------- | ----------- |
| Rob de Vries       | Piet Oberman            | Piet Kramer |
| Kees Brusse        | Inspecteur Bakker       |             |
| Yoka Berretty      | Mies                    |             |
| Jan Blaaser        | Gerard Reeskamp         | Harry       |
| Hans Culeman       | Grundmann               |             |
| Frans Kokshoorn    | Walther                 |             |
| Christine Schouten | Grundmanns secretaresse |             |
| Els Bouwman        | Mevr. Lammers           |             |
| Piet Römer         | Eppie Bultsma           |             |
| Thera Verheugen    | Jannie Bultsma          |             |
| Sacco van der Made | Koopman                 |             |
| Chris Baay         | Vos                     |             |
| Bernhard Droog     | Jellema                 |             |
| Onno Molenkamp     | Peters                  |             |
| Pieter Lutz        | Agent Turksma           |             |
| Hans Boswinkel     | Willem Stegenga         | Wim Boersma |
| Riek Schagen       | Moeder van Wim          |             |
| Hans Tiemeijer     | Doctor Wartena          |             |